# Jorge Casado
Jorge Casado Rodríguez (Madrid, 26 giugno 1989) è un calciatore spagnolo, difensore del Guadalajara.

## Caratteristiche tecniche
Terzino sinistro naturale, che spesso si proietta in fase offensiva. In difesa è forte, serio e caparbio. Mantiene bene la posizione e possiede un buon lancio lungo. È sempre alla ricerca della soluzione migliore in tutto quello che fa.

## Carriera

### Club

#### Rayo Vallecano
Ha iniziato a giocare nel 1996 nel Villa Rosa, squadra dilettantistica del quartiere dove è nato. Vi rimane fino al 2000 quando viene notato dal Rayo Vallecano, in tale squadra Jorge cresce calcisticamente nella quale gioca per dieci stagioni fino ad arrivare nel 2008 quando ottiene finalmente il suo esordio nel calcio professionistico con la seconda squadra del Rayo Vallecano, militante nella Tercera División. Con la seconda squadra del Rayo disputa due stagioni scendendo in campo 55 volte e tali prestazioni vengono notate dalla squadra madrilena più blasonata cioè il Real Madrid.

#### Real Madrid
Nell'estate del 2010 entra a far parte del Real Madrid Castilla con il quale esordisce il 29 agosto 2010, in Segunda División B, nella vittoria per 3-2 contro il Coruxo. Il primo gol con la Camiseta Blanca arriva il 23 gennaio 2011 nella vittoria per 2-0 contro il Celta Vigo II. Il 6 marzo 2011 viene convocato in prima squadra da José Mourinho per la partita di campionato contro il Racing Santander, partita vinta 3-1 ma Jorge rimane in panchina per tutta la partita. Conclude la sua prima stagione scendendo in campo 27 volte e mettendo a segno 3 gol.
Nella sua seconda stagione madrilena arriva l'esordio in prima squadra, esattamente il 20 dicembre 2011 nella vittoria per 5-1 contro la Ponferradina in Coppa del Re, Jorge parte da titolare e viene sostituito al minuto 71 dal suo compagno di squadra Nacho. In questa stagione, oltre a scendere in campo in un'occasione con la maglia della prima squadra, scende in campo in 37 partite mettendo a segno 3 gol, anche grazie al suo aiuto il Real Madrid Castilla ottiene la promozione in Segunda División.
Nella sua terza stagione con i Blancos, il 17 agosto 2012 esordisce nella seconda serie spagnola nella sconfitta per 2-1 contro il Villarreal. Il primo ed unico gol stagionale, nella sua terza stagione con la maglia del Real Madrid Castilla, lo mette a segno l'8 ottobre 2012 firmando il momentaneo pareggio per 2-2 contro l'Hércules, la partita verrà vinta dai madrileni con il risultato di 4-2. A giugno 2014, dopo essere retrocesso con il Real Madrid Castilla, decide di non rinnovare con il club madrileno.

#### Le parentesi al Betis, Ponferradina e Real Saragozza
Dopo aver lasciato il Real Madrid, firma per il Betis Siviglia. Il 31 agosto 2014 esordisce con la nuova maglia in occasione della vittoria casalinga, per 2-1, contro il Numancia. Il 24 maggio 2015 il Betis si piazza al primo posto in campionato conquistando così la promozione nella massima serie spagnola. Conclude la stagione con un bottino di 18 presenze. Il 15 luglio 2015 rescinde il proprio contratto che lo legava al club di Siviglia.
Il 20 luglio 2015 si accasa alla Ponferradina. L'esordio arriva il 30 agosto successivo in occasione della trasferta persa, per 1-0, contro il Maiorca. Il 9 settembre 2015, in occasione del 2º turno di Coppa del Re, mette a segno il gol vittoria nella trasferta vinta, proprio per 0-1, contro l'Alcorcón. Conclude la stagione andando a totalizzare 38 presenze e 1 rete non riuscendo però ad aiutare la squadra ad evitare la retrocessione nella terza categoria spagnola.
L'8 luglio 2016 firma un contratto biennale con il Real Saragozza. L'esordio arriva il 22 agosto successivo in occasione della vittoria casalinga, per 3-1, contro l'UCAM Murcia. Il 4 agosto 2016 mette a segno la sua prima rete con la sua nuova squadra in occasione della vittoria, proprio per 1-0, contro l'Huesca. Conclude l'esperienza al Real Saragozza con un totale di 18 presenze e 1 rete.

#### Xanthī
L'11 luglio 2017 passa, a titolo gratuito, al club greco dello Xanthi. L'esordio arriva il 19 agosto successivo in occasione del pareggio interno, per 0-0, contro il Lamia. Il 29 aprile 2018 mette a segno la sua prima rete in terra greca in occasione della vittoria interna, per 1-0, contro il Larissa. Conclude la stagione con un bottino di 23 presenze e 2 reti.

## Statistiche

### Presenze e reti nei club
Statistiche aggiornate al 9 marzo 2025.
| Stagione                | Squadra                 | Campionato              | Campionato | Campionato | Coppe nazionali | Coppe nazionali | Coppe nazionali | Coppe continentali | Coppe continentali | Coppe continentali | Altre coppe | Altre coppe | Altre coppe | Totale | Totale |
| Stagione                | Squadra                 | Comp                    | Pres       | Reti       | Comp            | Pres            | Reti            | Comp               | Pres               | Reti               | Comp        | Pres        | Reti        | Pres   | Reti   |
| ----------------------- | ----------------------- | ----------------------- | ---------- | ---------- | --------------- | --------------- | --------------- | ------------------ | ------------------ | ------------------ | ----------- | ----------- | ----------- | ------ | ------ |
| 2008-2009               | Rayo Vallecano B        | TD                      | 27         | 0          | -               | -               | -               | -                  | -                  | -                  | -           | -           | -           | 27     | 0      |
| 2009-2010               | Rayo Vallecano B        | TD                      | 28         | 0          | -               | -               | -               | -                  | -                  | -                  | -           | -           | -           | 28     | 0      |
| Totale Rayo Vallecano B | Totale Rayo Vallecano B | Totale Rayo Vallecano B | 55         | 0          |                 | -               | -               |                    | -                  | -                  |             | -           | -           | 55     | 0      |
| 2010-2011               | Real M. Castilla        | SDB                     | 25+2       | 3+0        | -               | -               | -               | -                  | -                  | -                  | -           | -           | -           | 27     | 3      |
| 2011-2012               | Real M. Castilla        | SDB                     | 33+4       | 3+0        | -               | -               | -               | -                  | -                  | -                  | -           | -           | -           | 37     | 3      |
| 2011-2012               | Real Madrid             | PD                      | 0          | 0          | CR              | 1               | 0               | UCL                | 0                  | 0                  | SS          | 0           | 0           | 1      | 0      |
| 2012-2013               | Real M. Castilla        | SD                      | 39         | 1          | -               | -               | -               | -                  | -                  | -                  | -           | -           | -           | 39     | 1      |
| 2013-2014               | Real M. Castilla        | SD                      | 27         | 1          | -               | -               | -               | -                  | -                  | -                  | -           | -           | -           | 27     | 1      |
| Totale Real M. Castilla | Totale Real M. Castilla | Totale Real M. Castilla | 124+6      | 8+0        |                 | -               | -               |                    | -                  | -                  |             | -           | -           | 130    | 8      |
| 2014-2015               | Betis                   | SD                      | 15         | 0          | CR              | 3               | 0               | -                  | -                  | -                  | -           | -           | -           | 18     | 0      |
| 2015-2016               | Ponferradina            | SD                      | 35         | 0          | CR              | 3               | 1               | -                  | -                  | -                  | -           | -           | -           | 38     | 1      |
| 2016-2017               | Real Saragozza          | SD                      | 18         | 1          | CR              | 0               | 0               | -                  | -                  | -                  | -           | -           | -           | 18     | 1      |
| 2017-2018               | Xanthi                  | SL                      | 22         | 2          | CG              | 1               | 0               | -                  | -                  | -                  | -           | -           | -           | 23     | 2      |
| 2018-2019               | Xanthi                  | SL                      | 29         | 0          | CG              | 4               | 1               | -                  | -                  | -                  | -           | -           | -           | 33     | 1      |
| 2019-2020               | Xanthi                  | SL                      | 17         | 0          | CG              | 2               | 0               | -                  | -                  | -                  | -           | -           | -           | 19     | 0      |
| Totale Xanthi           | Totale Xanthi           | Totale Xanthi           | 68         | 2          |                 | 7               | 1               |                    | -                  | -                  |             | -           | -           | 75     | 3      |
| 2020-2021               | Rayo Majadahonda        | SDB                     | 11         | 0          | CR              | 0               | 0               | -                  | -                  | -                  | -           | -           | -           | 11     | 0      |
| 2021-2022               | Rayo Majadahonda        | PDR                     | 35         | 1          | CR              | 3               | 0               | -                  | -                  | -                  | -           | -           | -           | 38     | 1      |
| 2022-2023               | Rayo Majadahonda        | PDR                     | 26         | 4          | CR              | 1               | 1               | -                  | -                  | -                  | -           | -           | -           | 27     | 5      |
| 2023-2024               | Rayo Majadahonda        | PDR                     | 29         | 1          | -               | -               | -               | -                  | -                  | -                  | -           | -           | -           | 29     | 1      |
| Totale Rayo Majadahonda | Totale Rayo Majadahonda | Totale Rayo Majadahonda | 101        | 6          |                 | 4               | 1               |                    | -                  | -                  |             | -           | -           | 105    | 7      |
| 2024-2025               | Guadalajara             | SDR                     | 19         | 1          | -               | -               | -               | -                  | -                  | -                  | -           | -           | -           | 19     | 1      |
| Totale carriera         | Totale carriera         | Totale carriera         | 441        | 18         |                 | 18              | 3               |                    | -                  | -                  |             | -           | -           | 459    | 21     |

## Palmarès

### Club

#### Competizioni nazionali
- Campionato spagnolo di Segunda División B: 1

Real M. Castilla: 2011-2012
- Campionato spagnolo di Segunda División: 1

Betis: 2014-2015
- Campionato spagnolo di Segunda Federación: 1

Guadalajara: 2024-2025 (gruppo 5)